# Michael Byrne
Michael Byrne, född 7 november 1943 i London, är en brittisk skådespelare. Byrne har spelat en nazist i Indiana Jones och det sista korståget från 1989 och en judisk överlevande från förintelsen i Sommardåd från 1998. Han har även varit med i en James Bond-film. Han spelar även rådgivaren till den ryske presidenten i filmen The Sum of All Fears från 2002.

## Filmografi
- 1982 – Vinnare och förlorare (TV-serie)
- 1987 – The Happy Valley